# Caradawg fab Bran
Caradawg fab Bran [ka'radaug vaːb braːn], auch Cradawg, ist der Name einer Sagenfigur aus der walisischen Mythensammlung Mabinogion.

## Mythologie
Caradawg fab Bran ist in der Erzählung Branwen ferch Llŷr („Branwen, die Tochter Llŷrs“), dem „zweiten Zweig des Mabinogi“, ein Sohn des Königs Bran der Gesegnete. Als dieser zu seinem Kriegszug nach Irland aufbricht, um seiner Schwester Branwen gegen ihren Gatten Matholwch zu Hilfe zu kommen, lässt er Caradawg als Statthalter (pennaf cynweisiad, „Oberaufseher“) in Wales zurück.
...sich nach Irland zu begeben und hier sieben Mann unter der Führung Cradawgs, des Sohnes Brâns, als Statthalter mit ihren sieben Rittern zurückzulassen. […] Die sieben waren Cradawg, der Sohn Brâns, Hefeydd Hir, Unig Glew Ysgwydd, Iddig, der Sohn des Anarawd Walltgrwn, Ffodor, der Sohn des Erfyll, Wlch Minasgrwn, Llashar, der Sohn des Llaesar Llaesgyngwyd und mit ihnen als junger Mann Pendaran Dyfed.
Gemeinsam mit sechs Gefährten verwaltet er das Land, bis Caswallawn, Brans Vetter, den Thron usurpieren will. Unter dem Schutz eines Tarngewandes ermordet Caswallawn alle Gefährten Caradawgs, verschont diesen, weil er sein Neffe ist, und erobert so die Herrschaft. Caradawg stirbt wegen des Verlustes seiner Freunde an gebrochenem Herzen.
Caswallawn fiel über sie her, brachte sechs Männer um, und Cradawg brach es das Herz aus Gram darüber, dass er sah, wie das Schwert seine Männer umbrachte und er doch nicht wusste, wer sie erschlug.
In den Trioedd Ynys Prydein („Die Triaden der Insel Britannien“) wurde Caradawg deshalb als „einer der drei Aufseher der Insel Britannien“ und als „einer der drei Männer, denen vor Gram das Herz brach“ genannt.
Er wird auch manchmal mit dem britannischen König Caratacus in Verbindung gebracht, doch gibt es keine Belege für diese Theorie.